# NFL 1938
Die NFL-Saison 1938 war die 19. Saison der US-amerikanischen Footballliga National Football League (NFL), in der die New York Giants Meister der Liga wurden.
Fünf Spiele fanden auf neutralem Boden statt. Die Pittsburgh Pirates wollten die Popularität ihres Starspielers Byron White nutzen und zusätzliche Einnahmen akquirieren. Am 16. September 1938 gewannen sie im Civic Stadium in Buffalo 27:7 gegen die Philadelphia Eagles. Am 20. November 1938 gewannen sie im Laidley Field in Charleston (West Virginia) mit 14:7 das Rückspiel gegen die Eagles. Am 4. Dezember 1938 verloren sie 7:13 im Tulane Stadium im New Orleans.
Die Green Bay Packers gewannen am 28. September 1938 gegen die Chicago Cardinals mit 24:22 im Civic Stadium in Buffalo. Die Cardinals spielten am 26. Oktober 1938 gegen die Eagles im Erie Stadium in Erie (Philadelphia). Dieses Spiel verloren sie mit 7:0.

## Tabelle

### Regular Season
| Eastern Division    | Eastern Division | Eastern Division | Eastern Division | Eastern Division | Eastern Division | Eastern Division |
| Team                | S                | N                | U                | SQ 1             | P+               | P−               |
| ------------------- | ---------------- | ---------------- | ---------------- | ---------------- | ---------------- | ---------------- |
| New York Giants     | 8                | 2                | 1                | 0,800            | 194              | 79               |
| Washington Redskins | 6                | 3                | 2                | 0,667            | 148              | 154              |
| Brooklyn Dodgers    | 4                | 4                | 3                | 0,500            | 131              | 161              |
| Philadelphia Eagles | 5                | 6                | 0                | 0,455            | 154              | 164              |
| Pittsburgh Pirates  | 2                | 9                | 0                | 0,182            | 79               | 169              |

| Western Division  | Western Division | Western Division | Western Division | Western Division | Western Division | Western Division |
| Team              | S                | N                | U                | SQ               | P+               | P−               |
| ----------------- | ---------------- | ---------------- | ---------------- | ---------------- | ---------------- | ---------------- |
| Green Bay Packers | 8                | 3                | 0                | 0,727            | 223              | 118              |
| Detroit Lions     | 7                | 4                | 0                | 0,636            | 119              | 108              |
| Chicago Bears     | 6                | 5                | 0                | 0,545            | 194              | 148              |
| Cleveland Rams    | 4                | 7                | 0                | 0,364            | 131              | 215              |
| Chicago Cardinals | 2                | 9                | 0                | 0,182            | 111              | 168              |

### Play-offs
Das Championship Game fand am 11. Dezember 1938 auf den Polo Grounds in New York City statt. Die New York Giants schlugen die Green Bay Packers mit 23:7.
|                       |                                 |  | NFL Championship Game 1938 |                           |                   |  |              |
|                       | New York City 11. Dezember 1938 |  | New York Giants            | \| \| 23 : 17 \| \| \| \| | Green Bay Packers |  | Polo Grounds |
| (9:0, 7:14, 7:3, 0:0) | New York City 11. Dezember 1938 |  | New York Giants            |                           | Green Bay Packers |  | Polo Grounds |
|                       | 23 : 17                         |  |                            |                           |                   |  |              |
|                       |                                 |  |                            |                           |                   |  |              |